# Hectopsylla narium
Hectopsylla narium ist ein Floh aus der Gattung Hectopsylla, die wie der Sandfloh zur Familie Tungidae gehört.

## Merkmale
Das Weibchen ist größer als das Männchen. Es lebt sessil und unbeweglich.

## Lebensweise
Einzigartig unter den Flöhen ist der Lebensraum des Tieres: Der Floh lebt in der Nasenhöhle und unter der Zunge von Papageien. Die Wissenschaftler entdeckten ihn bei Küken des Kleinen Felsensittichs an der patagonischen Steilküste Argentiniens.

## Entdeckung
Seine Entdeckung wurde 2007 durch eine Forschergruppe bestehend aus Personen des Max-Planck-Instituts für Ornithologie in Radolfzell am Bodensee, des Senckenberg Deutschen Entomologischen Instituts in Müncheberg sowie der University of Canterbury in Christchurch (Neuseeland) veröffentlicht.